# المار قاسموف
المار قاسموف (ترکی آذربایجانی: Elmar Qasimov، زاده ۲ نوامبر ۱۹۹۰)، جودوکار آذربایجانی است. وی تاکنون در دو المپیک ۲۰۱۲ و ۲۰۱۶ حضور داشته و موفق به کسب مدال نقره در المپیک ۲۰۱۶ شده است.
او پس از شکست دادن لوکاش کرپالک در فینال مسابقات جودو قهرمانی جوانان اروپا ۲۰۰۹ در ایروان، صاحب مدال طلا شد ولی بعدها در فینال مسابقات قهرمانی اروپا ۲۰۱۴ و المپیک ۲۰۱۶ به او باخت.

## زندگی
المار قاسموف ۲ نوامبر سال ۱۹۹۰ در خیردالان به دنیا آمد.

## ورزش
المار قاسموف اولین موفقیت‌های ورزشی خود را در سال ۲۰۰۷ به دست آورد و در دو مسابقه کشوری آذربایجان جایگاه دوم و سوم را به خود اختصاص داد.. المار قاسموف پرچمدار کاروان آذربایجان در مراسم افتتاحیه بازی‌های اروپایی ۲۰۱۵ در باکو بود.